# Songinohajrhan
Songinohajrhan (in mongolo Сонгинохайрхан, montagna cipolla) è uno dei nove dùùrėg (distretti) in cui è divisa Ulan Bator capitale della Mongolia. A sua volta è suddiviso in 25 horoo (sottodistretti).
Songinohajrhan si estende ad est della capitale ai piedi di una delle quattro montagne sacre di Ulan Bator, Songinohairkhan Uul.